# Morti il 12 luglio
| Questa pagina contiene informazioni ricavate automaticamente dalle voci biografiche con l'ausilio del template Bio e di un bot. L'aggiornamento è periodico e automatico e ricostruisce completamente la pagina. Se manca una persona in questa lista, sei pregato di non aggiungerla, ma accertati piuttosto che la sua voce biografica contenga il template Bio e che i dati anagrafici siano correttamente compilati. Se il template Bio manca, inseriscilo tu stesso o, in alternativa, metti l'avviso {{tmp\|Bio}} che ne segnala la mancanza. Se i dati riportati sono sbagliati, correggi direttamente la voce biografica; le modifiche saranno visibili in questa lista entro pochi giorni. Per chiarimenti vedi il progetto biografie. La lista contiene solo le 480 persone che sono citate nell'enciclopedia e per le quali è stato implementato correttamente il template Bio. Pagina aggiornata al 9 ago 2025. |

## VI secolo(1)
- 524 - Vivenziolo di Lione, religioso francese (n. 460)

## VIII secolo(1)
- 783 - Bertrada di Laon, regina (n. 720)

## IX secolo(1)
- 807 - Roberto II di Hesbaye, nobile franco (n. 770)

## XI secolo(4)
- 1002 - Giovanni l'Iberico, monaco cristiano georgiano
- 1067 - Giovanni Comneno, generale bizantino (n. 1020)
- 1073 - Giovanni Gualberto, abate e santo italiano (n. 985)
- 1079 - Leone I, abate e santo italiano

## XII secolo(1)
- 1113 - Ranieri, vescovo italiano

## XIII secolo(1)
- 1230 - Margherita di Blois, nobile (n. 1170)

## XIV secolo(3)
- 1330 - Isabella d'Aragona, principessa (n. 1302)
- 1361 - Giovanni Dolfin, politico, diplomatico e militare italiano
- 1381 - Bartolomeo II della Scala, nobile italiano

## XV secolo(10)
- 1429 - Jean Gerson, teologo e filosofo francese (n. 1363)
- 1431 - Felip de Malla, politico spagnolo (n. 1380)
- 1441 - Ashikaga Yoshinori, militare giapponese (n. 1394)
- 1441 - Philippe de Coëtquis, cardinale e arcivescovo cattolico francese (n. 1376)
- 1450 - Jack Cade, rivoluzionario irlandese
- 1456 - Alfonso de Cartagena, vescovo cattolico spagnolo (n. 1384)
- 1462 - Andrea Oxner da Rinn, tedesco (n. 1459)
- 1463 - Andrea di Graben, nobile e militare austriaco
- 1464 - Giovanni da Marostica, vescovo cattolico italiano
- 1489 - Bahlūl Lōdī, condottiero afghano

## XVI secolo(9)
- 1513 - Lancillotto Borromeo, nobile e politico italiano (n. 1473)
- 1519 - Toki Masafusa, militare giapponese (n. 1467)
- 1536 - Erasmo da Rotterdam, presbitero, teologo e umanista olandese
- 1537 - Robert Aske, avvocato inglese (n. 1500)
- 1539 - Fernando Colombo, scrittore e geografo italiano (n. 1488)
- 1545 - Maria Emanuela d'Aviz, portoghese (n. 1527)
- 1589 - Lionardo Salviati, umanista, filologo e scrittore italiano (n. 1539)
- 1591 - Hasan Pascià, ammiraglio ottomano (n. 1544)
- 1598 - John Jones, francescano gallese

## XVII secolo(20)
- 1611 - Giovanni Fontana, vescovo cattolico italiano (n. 1537)
- 1635 - Agostino Oreggi, cardinale e arcivescovo cattolico italiano (n. 1577)
- 1637 - Willem van Haecht, pittore, incisore e museologo fiammingo (n. 1593)
- 1645 - Luciano Borzone, pittore italiano (n. 1590)
- 1647 - Francesco Maria Farnese, cardinale italiano (n. 1619)
- 1648 - Johann Stadlmayr, compositore tedesco (n. 1575)
- 1655 - Francesco Caracciolo, militare e nobile italiano (n. 1613)
- 1656 - Gian Giacomo Barbelli, pittore italiano (n. 1604)
- 1656 - Marco Aurelio Severino, medico italiano (n. 1580)
- 1662 - Luigi Enrico di Nassau-Dillenburg, nobile tedesco (n. 1594)
- 1664 - Stefano della Bella, incisore italiano (n. 1610)
- 1667 - Paolo Piromalli, arcivescovo cattolico, missionario e scrittore italiano (n. 1592)
- 1667 - Jan Vos, drammaturgo e vetraio olandese (n. 1610)
- 1669 - Theodoor van Thulden, pittore, disegnatore e incisore olandese (n. 1606)
- 1676 - Elisabetta Sofia di Meclemburgo-Güstrow, nobildonna e compositrice tedesca (n. 1613)
- 1676 - Lorenzo Panciatichi, letterato italiano (n. 1635)
- 1678 - Antoine III de Gramont, nobile, militare e diplomatico francese (n. 1604)
- 1682 - Jean Picard, abate e astronomo francese (n. 1620)
- 1693 - Johan Hadorph, funzionario svedese (n. 1630)
- 1698 - Giovanni Giustino Ciampini, storico, matematico e giornalista italiano (n. 1633)

## XVIII secolo(18)
- 1712 - Nicolò Bon, numismatico italiano (n. 1635)
- 1712 - Richard Cromwell, politico inglese (n. 1626)
- 1726 - William Fly, pirata britannico
- 1733 - Anne-Thérèse de Marguenat de Courcelles, scrittrice francese
- 1734 - Domenico Lazzarini, umanista, filologo e presbitero italiano (n. 1668)
- 1742 - Evaristo Felice Dall'Abaco, compositore e violoncellista italiano (n. 1675)
- 1745 - Bartolomeo Rusca, pittore svizzero (n. 1680)
- 1749 - Charles de La Boische, militare e funzionario francese (n. 1671)
- 1751 - Tokugawa Yoshimune, militare giapponese (n. 1684)
- 1762 - Sado di Joseon, principe coreano (n. 1735)
- 1771 - Flavio Chigi, cardinale italiano (n. 1711)
- 1773 - Johann Joachim Quantz, compositore e flautista tedesco (n. 1697)
- 1779 - Jacob Jonas Björnståhl, orientalista e viaggiatore svedese (n. 1731)
- 1788 - Gioacchino Castelli, vescovo cattolico italiano (n. 1708)
- 1788 - Abel Smith, banchiere e politico inglese (n. 1717)
- 1794 - Jean-Baptiste de Machault d'Arnouville, politico francese (n. 1701)
- 1795 - Alessandro Leopoldo d'Asburgo-Lorena, nobile italiano (n. 1772)
- 1798 - Francesco Antonio Marcucci, patriarca cattolico italiano (n. 1717)

## XIX secolo(49)
- 1803 - Andrej Ivanovič Tolstoj, politico e ufficiale russo (n. 1721)
- 1804 - Alexander Hamilton, politico e generale statunitense (n. 1757)
- 1804 - Carlo Lodovico Morozzo, chimico e naturalista italiano (n. 1743)
- 1814 - William Howe, generale, politico e nobile britannico (n. 1729)
- 1825 - Dorothea von Rodde-Schlözer, filosofa tedesca (n. 1770)
- 1830 - Johann Nepomuk von Pelkhoven, politico tedesco (n. 1763)
- 1830 - Gian Secondo de Canis, avvocato, storico e numismatico italiano (n. 1768)
- 1834 - David Douglas, botanico scozzese (n. 1799)
- 1838 - Ignazio Clemente Delgado, vescovo cattolico e missionario spagnolo (n. 1761)
- 1841 - Jean-Baptiste-Marie David, vescovo cattolico francese (n. 1761)
- 1844 - Charles de Forbin-Janson, vescovo cattolico francese (n. 1785)
- 1845 - Henrik Wergeland, poeta norvegese (n. 1808)
- 1846 - Enrico di Prussia, principe e militare prussiano (n. 1781)
- 1848 - Pietro Mileti, rivoluzionario e patriota italiano (n. 1793)
- 1849 - Dolley Payne Todd Madison, first lady statunitense (n. 1768)
- 1850 - Robert Stevenson, ingegnere scozzese (n. 1772)
- 1852 - Pieter Christoffel Wonder, pittore olandese (n. 1780)
- 1855 - Pavel Stepanovič Nachimov, ammiraglio russo (n. 1802)
- 1856 - Nicaise Augustin Desvaux, botanico francese (n. 1784)
- 1856 - Agostino Viligiardi, fantino italiano (n. 1819)
- 1859 - Luigi Beretta, militare italiano (n. 1810)
- 1862 - Antoine Desboeufs, medaglista e scultore francese (n. 1793)
- 1869 - Domenico Straface, brigante italiano (n. 1829)
- 1869 - Friedrich Zobel, militare austriaco (n. 1799)
- 1870 - Jules Pierre Bernier De Maligny, generale francese (n. 1809)
- 1873 - Joseph Barclay Pentland, naturalista, geografo e viaggiatore irlandese (n. 1797)
- 1874 - Francesco Saverio de Mérode, arcivescovo cattolico belga (n. 1820)
- 1874 - Fritz Reuter, scrittore tedesco (n. 1810)
- 1876 - Domenico Angeli, filantropo italiano (n. 1797)
- 1877 - Jean-Baptiste Pitois, letterato e esoterista francese (n. 1811)
- 1880 - John Collingham Moore, pittore inglese (n. 1829)
- 1880 - Tom Taylor, critico letterario e scrittore inglese (n. 1817)
- 1881 - Karl Clemens Lilia von Westegg, generale austriaco (n. 1804)
- 1885 - Maria Weston Chapman, attivista statunitense (n. 1806)
- 1885 - Aleksandr Vasil'evič Dolgušin, rivoluzionario russo (n. 1848)
- 1886 - Tomás Villalba, politico uruguaiano (n. 1805)
- 1888 - Édouard Allou, politico francese (n. 1820)
- 1889 - Callinico di Alessandria, vescovo ortodosso greco (n. 1800)
- 1889 - Cristóbal Cascante, architetto spagnolo (n. 1851)
- 1891 - Bob Morrison, calciatore nordirlandese (n. 1869)
- 1892 - Alexander Cartwright, dirigente sportivo statunitense (n. 1820)
- 1892 - Cyrus West Field, imprenditore statunitense (n. 1819)
- 1893 - Giuseppe Artina, militare italiano (n. 1836)
- 1894 - Enrico Pio di Borbone, nobile spagnolo (n. 1848)
- 1896 - Giulio Ascoli, matematico italiano (n. 1843)
- 1897 - Félix Godefroid, arpista belga (n. 1818)
- 1897 - Mariano Indelicato, politico italiano (n. 1829)
- 1898 - Willem Frederik Reinier Suringar, botanico olandese (n. 1832)
- 1900 - Eugénie Doche, attrice teatrale belga (n. 1821)

## XX secolo(228)
- 1901 - Federico Errázuriz Echaurren, politico cileno (n. 1850)
- 1904 - Hendrik Dirk Kruseman van Elten, pittore olandese (n. 1829)
- 1904 - Virginio Muzio, architetto italiano (n. 1864)
- 1909 - Gustave Jacquet, pittore francese (n. 1846)
- 1910 - Charles Rolls, imprenditore britannico (n. 1877)
- 1912 - Ludwig Winter, botanico e architetto del paesaggio tedesco (n. 1846)
- 1916 - Ettore Arculeo, poeta e letterato italiano (n. 1890)
- 1916 - Cesare Battisti, patriota e giornalista italiano (n. 1875)
- 1916 - Carlo Buccarella, militare italiano (n. 1896)
- 1916 - Fabio Filzi, patriota italiano (n. 1884)
- 1916 - Roberto Pontremoli, ufficiale e militare italiano (n. 1894)
- 1916 - James Sant, pittore inglese (n. 1820)
- 1917 - Hugo Simberg, pittore, grafico e scultore finlandese (n. 1873)
- 1918 - Luigi Molinari, avvocato, anarchico e pubblicista italiano (n. 1866)
- 1918 - Karl Urban, aviatore austro-ungarico (n. 1894)
- 1920 - Tommaso Gulli, militare italiano (n. 1879)
- 1921 - Oswald Schmiedeberg, farmacologo, chimico e farmacista tedesco (n. 1838)
- 1921 - Joseph C. J. Wainwright, compositore di scacchi statunitense (n. 1851)
- 1922 - Wolfgang Kapp, giornalista e politico tedesco (n. 1858)
- 1922 - John Moresby, ammiraglio e esploratore britannico (n. 1830)
- 1923 - Harry Lonsdale, attore inglese (n. 1865)
- 1924 - Henrietta Ward, pittrice inglese (n. 1832)
- 1926 - Gertrude Bell, archeologa, scrittrice e esploratrice britannica (n. 1868)
- 1926 - Ida Hofmann, pianista e pedagoga tedesca (n. 1864)
- 1926 - John Wingate Weeks, politico statunitense (n. 1860)
- 1929 - Robert Henri, pittore statunitense (n. 1865)
- 1931 - Friedrich Gundolf, critico letterario tedesco (n. 1880)
- 1931 - Alice Regnault, attrice francese (n. 1849)
- 1931 - Nathan Söderblom, arcivescovo luterano, teologo e storico delle religioni svedese (n. 1866)
- 1931 - Vladimir Kiriakovič Triandafillov, generale sovietico (n. 1894)
- 1932 - Tomáš Baťa, imprenditore ceco (n. 1876)
- 1932 - Fergus Hume, scrittore britannico (n. 1859)
- 1935 - Alfred Dreyfus, militare francese (n. 1859)
- 1935 - Giuseppe Mezzanotte, scrittore italiano (n. 1855)
- 1936 - Marcello Casale de Bustis y Figoroa, militare italiano (n. 1906)
- 1936 - Ludwig Lange, fisico tedesco (n. 1863)
- 1936 - Charles Pelham, IV conte di Yarborough, politico inglese (n. 1859)
- 1937 - Hugo Charteris, XI conte di Wemyss, politico scozzese (n. 1857)
- 1937 - Gian Antonio Maggi, matematico e fisico italiano (n. 1856)
- 1937 - Alberto Marghieri, giurista e politico italiano (n. 1852)
- 1938 - Ynes Mexia, botanica statunitense (n. 1870)
- 1939 - Charles Granville Bruce, generale, esploratore e alpinista britannico (n. 1866)
- 1941 - Franz Bartl, pallamanista austriaco (n. 1915)
- 1941 - Charles Jaffe, scacchista russo (n. 1879)
- 1941 - Marģers Skujenieks, politico lettone (n. 1886)
- 1942 - René Allendy, psicoanalista e medico francese (n. 1889)
- 1942 - Julius von Bernuth, generale tedesco (n. 1897)
- 1942 - Oleksij Hordijovyč Jeremenko, politico e militare sovietico (n. 1906)
- 1942 - Aldo Quarantotti, militare e aviatore italiano (n. 1910)
- 1942 - Carlo Seganti, militare e aviatore italiano (n. 1917)
- 1943 - Vincenzo Casoli, magistrato e politico italiano (n. 1864)
- 1943 - Cecilia Loftus, attrice, cantante e mimo britannica (n. 1876)
- 1944 - Carlo Bianchi, antifascista italiano (n. 1912)
- 1944 - Sergej Nikolaevič Bulgakov, filosofo, teologo e scrittore russo (n. 1871)
- 1944 - Giuseppe Failla, militare e partigiano italiano (n. 1922)
- 1944 - Antonio Gambacorti Passerini, partigiano italiano (n. 1903)
- 1944 - Felice Lacerra, partigiano italiano (n. 1927)
- 1944 - Michele Levrino, operaio e antifascista italiano (n. 1880)
- 1944 - Giuseppe Robolotti, generale e partigiano italiano (n. 1885)
- 1944 - Theodore Roosevelt, politico e generale statunitense (n. 1887)
- 1944 - Jerzy Sas Kulczycki, militare e partigiano italiano (n. 1905)
- 1944 - Galileo Vercesi, partigiano italiano (n. 1891)
- 1945 - Emil Benecke, pallanuotista tedesco (n. 1898)
- 1945 - Dan Crimmins, attore britannico (n. 1863)
- 1945 - Boris Galërkin, matematico e ingegnere sovietico (n. 1871)
- 1945 - Wolfram von Richthofen, generale tedesco (n. 1895)
- 1946 - Ray Stannard Baker, giornalista, storico e biografo statunitense (n. 1870)
- 1946 - Enzo Mini, marinaio e militare italiano (n. 1920)
- 1946 - Ludwig Obersteiner, alpinista e avvocato austriaco (n. 1899)
- 1947 - Jimmie Lunceford, sassofonista e direttore d'orchestra statunitense (n. 1902)
- 1948 - Adolf Kainz, canoista austriaco (n. 1903)
- 1948 - Carl Jules Weyl, scenografo statunitense (n. 1890)
- 1949 - Amedeo Herlitzka, fisiologo italiano (n. 1872)
- 1949 - Douglas Hyde, politico irlandese (n. 1860)
- 1950 - Edoardo De Albertis, scultore, pittore e illustratore italiano (n. 1874)
- 1951 - Abe Stern, produttore cinematografico tedesco (n. 1888)
- 1952 - Enrico Besta, giurista e storico italiano (n. 1874)
- 1952 - Konrad Törnqvist, calciatore svedese (n. 1888)
- 1953 - Dante Livio Bianco, avvocato e partigiano italiano (n. 1909)
- 1953 - Joseph Jongen, compositore, organista e insegnante belga (n. 1873)
- 1953 - Otto Olsen, tiratore a segno norvegese (n. 1884)
- 1953 - Evgenij Oskarovič Paton, ingegnere sovietico (n. 1870)
- 1953 - Herbert Rawlinson, attore britannico (n. 1885)
- 1954 - Nino Bixio Scota, politico e avvocato italiano (n. 1876)
- 1954 - Calogero Vizzini, mafioso italiano (n. 1877)
- 1955 - Mateo Alonso, scultore argentino (n. 1878)
- 1956 - Otakar Lada, schermidore boemo (n. 1883)
- 1957 - Andreas Breynk, calciatore tedesco (n. 1888)
- 1957 - Jack Broderick, giocatore di lacrosse canadese (n. 1875)
- 1957 - Vittorio Lazzarini, paleografo italiano (n. 1866)
- 1957 - James Vincent, attore e regista statunitense (n. 1882)
- 1959 - Paul Dorn, geologo tedesco (n. 1901)
- 1959 - Carles Riba, poeta e scrittore spagnolo (n. 1893)
- 1960 - Pietro Fumasoni Biondi, cardinale e arcivescovo cattolico italiano (n. 1872)
- 1960 - William Gladstone Agnew, ufficiale inglese (n. 1898)
- 1961 - Mazo de la Roche, scrittrice canadese (n. 1879)
- 1962 - Jean Pacot, calciatore francese (n. 1890)
- 1962 - Domenico Riccardo Peretti Griva, fotografo, magistrato e antifascista italiano (n. 1882)
- 1963 - Enrico Adami Rossi, generale italiano (n. 1880)
- 1963 - Arnaldo Boscolo, commediografo italiano (n. 1885)
- 1963 - Ciro Cafforio, giornalista e archeologo italiano (n. 1887)
- 1963 - Giuseppe Cappi, politico e giurista italiano (n. 1883)
- 1963 - Slatan Dudow, regista e sceneggiatore bulgaro (n. 1903)
- 1963 - Hiromichi Kōno, entomologo e antropologo giapponese (n. 1905)
- 1963 - Vittorio Marchesoni, botanico e biologo italiano (n. 1912)
- 1963 - Artur de Sousa, calciatore portoghese (n. 1909)
- 1963 - Wang Xiangzhai, insegnante cinese (n. 1885)
- 1964 - Francesco Angelini, farmacista, imprenditore e politico italiano (n. 1887)
- 1965 - Arrigo Frusta, giornalista, sceneggiatore e regista cinematografico italiano (n. 1875)
- 1965 - Gian Maria Lepscky, pittore italiano (n. 1897)
- 1965 - Irene Parlby, attivista e politica canadese (n. 1868)
- 1965 - Giuseppe Tallarico, medico e politico italiano (n. 1880)
- 1966 - Vera Franceschi, pianista statunitense (n. 1926)
- 1966 - Daisetsu Teitarō Suzuki, storico delle religioni e filosofo giapponese (n. 1870)
- 1967 - Annibale Bizzelli, compositore italiano (n. 1900)
- 1967 - John Frederick Boyce Combe, generale britannico (n. 1895)
- 1967 - Fridrich Markovič Ėrmler, regista sovietico (n. 1898)
- 1968 - Francesco Morano, cardinale, arcivescovo cattolico e inventore italiano (n. 1872)
- 1968 - Antonio Pietrangeli, regista, sceneggiatore e critico cinematografico italiano (n. 1919)
- 1968 - Ada Sari, soprano polacca (n. 1886)
- 1969 - Giulio Andreoli, matematico italiano (n. 1892)
- 1969 - Arrigo Gradi, calciatore italiano (n. 1887)
- 1969 - Bill Ivy, pilota motociclistico britannico (n. 1942)
- 1970 - Giovanni Maver, slavista italiano (n. 1891)
- 1970 - Béla Rebró, calciatore e allenatore di calcio ungherese (n. 1901)
- 1970 - Georg Umbenhauer, ciclista su strada e pistard tedesco (n. 1912)
- 1971 - Cletus Andersson, pallanuotista svedese (n. 1893)
- 1972 - Aloisia Brial, regina (n. 1895)
- 1972 - Serge Golon, scrittore francese (n. 1903)
- 1972 - Raymond Janin, bizantinista francese (n. 1882)
- 1973 - Lon Chaney Jr., attore statunitense (n. 1906)
- 1973 - Enrico Del Debbio, architetto italiano (n. 1891)
- 1973 - Agostinho dos Santos, cantante brasiliano (n. 1932)
- 1974 - Jurij Pavlovič Annenkov, pittore russo (n. 1890)
- 1974 - Kurt Caesar, giornalista, fumettista e illustratore tedesco (n. 1908)
- 1974 - Sonja Ludvigsen, politica norvegese (n. 1928)
- 1974 - Karl Sesta, allenatore di calcio e calciatore austriaco (n. 1906)
- 1974 - Pier Angelo Soldini, giornalista, scrittore e critico letterario italiano (n. 1910)
- 1975 - Mario Casotti, filosofo e pedagogista italiano (n. 1896)
- 1975 - Vivi Gioi, attrice italiana (n. 1914)
- 1975 - Bálint Nagy, sollevatore ungherese (n. 1919)
- 1975 - Latife Uşşakî, first lady turca (n. 1898)
- 1976 - Ettore Frattari, politico italiano (n. 1896)
- 1976 - James Wong Howe, direttore della fotografia cinese (n. 1899)
- 1977 - Gabriella Seidenfeld, politica croata (n. 1896)
- 1978 - Antonio Veretti, compositore italiano (n. 1900)
- 1979 - Georgij Michajlovič Beriev, ingegnere e generale sovietico (n. 1903)
- 1979 - John Slessor, generale e aviatore britannico (n. 1897)
- 1979 - Carmine Galante, mafioso statunitense (n. 1910)
- 1979 - Sakineh Ghasemi, imprenditrice iraniana
- 1979 - Minnie Riperton, cantautrice statunitense (n. 1947)
- 1980 - Mario Medda, pentatleta italiano (n. 1943)
- 1980 - Arsène Mersch, ciclista su strada e ciclocrossista lussemburghese (n. 1913)
- 1981 - Aldo Crivelli, artista e archeologo svizzero (n. 1907)
- 1981 - János Hajdú, schermidore ungherese (n. 1904)
- 1981 - Boris Nikolaevič Polevoj, scrittore e giornalista sovietico (n. 1908)
- 1982 - Raymond Borderie, produttore cinematografico francese (n. 1897)
- 1982 - David Mil'man, matematico israeliano (n. 1912)
- 1982 - Kenneth More, attore britannico (n. 1914)
- 1982 - Alberto Mozzati, pianista e docente italiano (n. 1917)
- 1982 - Johnny Orr, cestista e giocatore di baseball statunitense (n. 1918)
- 1983 - Edwin Denby, poeta e scrittore statunitense (n. 1903)
- 1983 - Harry Derckx, hockeista su prato olandese (n. 1918)
- 1983 - Raffaello Melani, insegnante e latinista italiano (n. 1897)
- 1983 - Giuseppe Mozzanica, scultore italiano (n. 1892)
- 1983 - Erich Warsitz, aviatore tedesco (n. 1906)
- 1983 - Chris Wood, musicista, flautista e sassofonista britannico (n. 1944)
- 1984 - Franz Gurk, politico tedesco (n. 1898)
- 1984 - Giovanni Manca, disegnatore, scenografo e fumettista italiano (n. 1889)
- 1985 - Guadalupe Sánchez, generale messicano (n. 1890)
- 1987 - Harold Goodwin, attore statunitense (n. 1902)
- 1987 - Marguerite Renoir, montatrice francese (n. 1906)
- 1988 - Salvatore Cara, politico italiano (n. 1902)
- 1988 - Joshua Logan, regista, sceneggiatore e produttore cinematografico statunitense (n. 1908)
- 1988 - Giuseppe Ostromann, allenatore di calcio e calciatore italiano (n. 1914)
- 1988 - Enzo Sacchi, pistard e ciclista su strada italiano (n. 1926)
- 1988 - Tunku Abdul Rahman, principe malese (n. 1935)
- 1989 - Franziska zu Hohenlohe-Waldenburg-Schillingsfürst, principessa tedesca (n. 1897)
- 1989 - Sidney Hook, filosofo statunitense (n. 1902)
- 1989 - Masao Miyamoto, esperantista giapponese (n. 1913)
- 1989 - Carlos Puebla, cantautore cubano (n. 1917)
- 1989 - Alberto Radi, canottiere italiano (n. 1919)
- 1989 - Volfango d'Assia-Kassel, principe (n. 1896)
- 1990 - Savkuz Dzarasov, lottatore sovietico (n. 1930)
- 1990 - João Saldanha, giornalista, allenatore di calcio e calciatore brasiliano (n. 1917)
- 1991 - Ludwig Greve, partigiano, scrittore e bibliotecario tedesco (n. 1924)
- 1991 - Hitoshi Igarashi, traduttore e islamista giapponese (n. 1947)
- 1991 - Guido Lazzarini, attore italiano (n. 1912)
- 1991 - Vilmoš Loci, cestista e allenatore di pallacanestro jugoslavo (n. 1925)
- 1992 - Ted Fenton, calciatore e allenatore di calcio inglese (n. 1914)
- 1992 - Hamid Reza Pahlavi, principe iraniano (n. 1932)
- 1992 - Paolo Prestigiacomo, scrittore e poeta italiano (n. 1947)
- 1992 - Mariechen Wehselau, nuotatrice statunitense (n. 1906)
- 1992 - Tina Xeo, attrice italiana (n. 1902)
- 1993 - Ferdinando Giuseppe Antonelli, cardinale e arcivescovo cattolico italiano (n. 1896)
- 1993 - Michael Goleniewski, ufficiale polacco (n. 1922)
- 1993 - Gusti Huber, attrice austriaca (n. 1914)
- 1994 - Jevhen Čerepovs'kyj, schermidore sovietico (n. 1934)
- 1994 - James Joll, storico, saggista e biografo britannico (n. 1918)
- 1994 - Irena Krzywicka, scrittrice e traduttrice polacca (n. 1899)
- 1994 - Carlo Mattioli, pittore italiano (n. 1911)
- 1994 - Padre Paisios del Monte Athos, monaco cristiano greco (n. 1924)
- 1994 - Francesco Petronio, politico italiano (n. 1931)
- 1995 - Tane Ikai, supercentenaria giapponese (n. 1879)
- 1995 - John Yudkin, biochimico e fisiologo inglese (n. 1910)
- 1996 - Tommaso Demaria, teologo e filosofo italiano (n. 1908)
- 1996 - Gottfried von Einem, musicista e compositore austriaco (n. 1918)
- 1996 - Fernando Ferrara, anglista, critico letterario e saggista italiano
- 1996 - Jonathan Melvoin, musicista statunitense (n. 1961)
- 1996 - Primiano Muratori, tecnico del suono italiano (n. 1925)
- 1996 - Elio Romano, pittore italiano (n. 1909)
- 1996 - Collin Wilcox, scrittore statunitense (n. 1924)
- 1997 - Pietro Buscaglia, calciatore italiano (n. 1911)
- 1997 - François Furet, storico francese (n. 1927)
- 1997 - Guelfo Enrico di Hannover, principe tedesco (n. 1923)
- 1997 - Douglas Huebler, artista statunitense (n. 1924)
- 1997 - Jean Varenne, orientalista, storico delle religioni e indologo francese (n. 1926)
- 1997 - Miroslav Wiecek, calciatore cecoslovacco (n. 1931)
- 1998 - Secondo Bignardi, disegnatore e animatore italiano (n. 1925)
- 1998 - Jimmy Driftwood, musicista e compositore statunitense (n. 1907)
- 1998 - Serge Lemoyne, pittore canadese (n. 1941)
- 1999 - Freddy Borrás, cestista e allenatore di pallacanestro portoricano (n. 1924)
- 1999 - Bill Flett, hockeista su ghiaccio canadese (n. 1943)
- 1999 - Rajendra Kumar, attore e produttore cinematografico indiano (n. 1929)
- 2000 - Al Butler, cestista statunitense (n. 1938)
- 2000 - Tomislavo Karađorđević, principe serbo (n. 1928)
- 2000 - Roger Le Déaut, presbitero e religioso francese (n. 1923)
- 2000 - Nicola Vernola, avvocato e politico italiano (n. 1932)

## XXI secolo(134)
- 2001 - Vlado Dapčević, politico jugoslavo (n. 1917)
- 2001 - Juan Nepomuceno Guerra, criminale messicano (n. 1915)
- 2001 - Ron Kroon, nuotatore e fotografo olandese (n. 1942)
- 2001 - Paul Eugène Magloire, generale e politico haitiano (n. 1907)
- 2001 - Johnny Wright, pugile britannico (n. 1929)
- 2002 - Mary Carew, velocista statunitense (n. 1913)
- 2002 - Guglielmo Pesenti, pistard italiano (n. 1933)
- 2002 - Gilberto Pogliano, calciatore italiano (n. 1908)
- 2002 - Assassinio di Jong-Ok Shin, sudcoreana (n. 1976)
- 2002 - Josefina de la Torre, poetessa, romanziera e cantante lirica spagnola (n. 1907)
- 2003 - Benny Carter, sassofonista, trombettista e arrangiatore statunitense (n. 1907)
- 2004 - Mioara Avram, linguista romena (n. 1932)
- 2004 - Ėmma Efimova, schermitrice sovietica (n. 1931)
- 2004 - Jeff Morris, attore e comico statunitense (n. 1934)
- 2004 - James Quinn, velocista statunitense (n. 1906)
- 2005 - Giuseppe Brolis, dirigente sportivo italiano (n. 1923)
- 2005 - Leo Picchi, calciatore, cestista e dirigente sportivo italiano (n. 1921)
- 2006 - Alessandro Ferrari, calciatore italiano (n. 1930)
- 2006 - Ehud Goldwasser, militare israeliano (n. 1975)
- 2006 - Kurt Kreuger, attore tedesco (n. 1916)
- 2006 - Hubert Lampo, scrittore belga (n. 1920)
- 2006 - Diego Marabelli, ciclista su strada italiano (n. 1914)
- 2006 - Loredana Nusciak, attrice e modella italiana (n. 1942)
- 2006 - Jorma Pilkevaara, cestista finlandese (n. 1945)
- 2006 - Eldad Regev, militare israeliano (n. 1980)
- 2006 - Fedor Kuz'mic Suskov, scultore, pittore e architetto russo (n. 1923)
- 2007 - Blaga Aleksova, archeologa macedone (n. 1922)
- 2007 - Gaspare Barbiellini Amidei, saggista, sociologo e giornalista italiano (n. 1934)
- 2007 - Marc Behm, scrittore, sceneggiatore e attore statunitense (n. 1925)
- 2007 - Joseíto, allenatore di calcio e calciatore spagnolo (n. 1926)
- 2007 - Ante Peterlić, sceneggiatore e regista jugoslavo (n. 1936)
- 2007 - Larry Staverman, cestista e allenatore di pallacanestro statunitense (n. 1936)
- 2007 - Angelo Zankl, religioso statunitense (n. 1901)
- 2008 - Michael E. DeBakey, cardiochirurgo statunitense (n. 1908)
- 2008 - Reinhard Fabisch, calciatore e allenatore di calcio tedesco (n. 1950)
- 2008 - Gianfranco Funari, conduttore televisivo e opinionista italiano (n. 1932)
- 2008 - Andrés Mitrovic, cestista cileno (n. 1921)
- 2008 - Tony Snow, politico, giornalista e conduttore radiofonico statunitense (n. 1955)
- 2009 - Aleksandr Bogatyrëv, calciatore sovietico (n. 1963)
- 2009 - Tommy Cummings, allenatore di calcio e calciatore inglese (n. 1928)
- 2009 - Nikola Stančev, lottatore bulgaro (n. 1930)
- 2009 - Simon Vinkenoog, poeta e scrittore olandese (n. 1928)
- 2010 - Günter Behnisch, architetto tedesco (n. 1922)
- 2010 - James P. Hogan, autore di fantascienza britannico (n. 1941)
- 2010 - André Louf, religioso, teologo e biblista belga (n. 1929)
- 2010 - Harvey Pekar, fumettista statunitense (n. 1939)
- 2010 - Luigi Scattini, regista e sceneggiatore italiano (n. 1927)
- 2011 - Bruno Bolis, hockeista su pista e allenatore di hockey su pista italiano (n. 1928)
- 2011 - Bolesław Gładych, militare e aviatore polacco (n. 1918)
- 2011 - Kurt Lundquist, velocista svedese (n. 1925)
- 2011 - Giovanni Morelli, musicologo italiano (n. 1942)
- 2011 - Charles Asa Schleck, arcivescovo cattolico statunitense (n. 1925)
- 2011 - Tatsuo Suzuki, karateka giapponese (n. 1928)
- 2012 - Malgari Amadei Ferretti, politica italiana (n. 1930)
- 2012 - Franco Reitano, compositore e paroliere italiano (n. 1942)
- 2012 - Walther Jervolino, pittore e incisore italiano (n. 1944)
- 2012 - Pier Luigi Mazzoni, arcivescovo cattolico italiano (n. 1932)
- 2012 - George Cashel Stoney, regista statunitense (n. 1916)
- 2013 - Valter Binaghi, scrittore italiano (n. 1957)
- 2013 - Amar G. Bose, ingegnere, imprenditore e docente statunitense (n. 1929)
- 2013 - Pran, attore indiano (n. 1920)
- 2013 - Luis Ernesto Leal, calciatore cileno (n. 1929)
- 2013 - Elaine Morgan, scrittrice e divulgatrice scientifica britannica (n. 1920)
- 2014 - Emil Bobu, politico rumeno (n. 1927)
- 2014 - Alba Finzi, educatrice, insegnante e scrittrice italiana (n. 1923)
- 2014 - Herm Klotz, cestista statunitense (n. 1920)
- 2014 - Valerija Novodvorskaja, scrittrice e giornalista russa (n. 1950)
- 2015 - Emilio Andina, rugbista a 15 italiano (n. 1928)
- 2015 - Chenjerai Hove, poeta, scrittore e saggista zimbabwese (n. 1956)
- 2015 - Milorad Milutinović, allenatore di calcio e calciatore jugoslavo (n. 1935)
- 2015 - Francesco Randon, calciatore italiano (n. 1925)
- 2016 - Lorenzo Amurri, scrittore e musicista italiano (n. 1971)
- 2016 - Roberto Giannoni, scrittore e poeta italiano (n. 1934)
- 2016 - Goran Hadžić, politico serbo (n. 1958)
- 2016 - Dominique Mézerette, sceneggiatore francese (n. 1955)
- 2016 - Roger Dumas, attore francese (n. 1932)
- 2016 - Demontez Stitt, cestista statunitense (n. 1989)
- 2016 - Zygmunt Zimowski, arcivescovo cattolico polacco (n. 1949)
- 2017 - Wanda Benedetti, attrice italiana (n. 1923)
- 2017 - Carlo Boggio, politico italiano (n. 1931)
- 2017 - Gerrit Braks, politico e agronomo olandese (n. 1933)
- 2017 - Amerigo Iannacone, scrittore, poeta e esperantista italiano (n. 1950)
- 2017 - Kirsten Nilsson, attrice teatrale tedesca (n. 1931)
- 2018 - Angela Bowen, danzatrice statunitense (n. 1936)
- 2018 - Valter Catarra, politico italiano (n. 1961)
- 2018 - Len Chappell, cestista statunitense (n. 1941)
- 2018 - Dimităr Marašliev, calciatore bulgaro (n. 1947)
- 2018 - Roger Perry, attore statunitense (n. 1933)
- 2018 - Gerda Schouten, cestista olandese (n. 1950)
- 2018 - José Verdún, calciatore uruguaiano (n. 1945)
- 2018 - Robert Wolders, attore olandese (n. 1936)
- 2018 - Fred van der Zwan, pallanuotista olandese (n. 1935)
- 2019 - Fernando J. Corbató, informatico statunitense (n. 1926)
- 2019 - Abdul Hamid, hockeista su prato pakistano (n. 1927)
- 2019 - Hodan Nalayeh, imprenditrice, giornalista e attivista somala (n. 1976)
- 2019 - Claudio Naranjo, psichiatra, psicoterapeuta e antropologo cileno (n. 1932)
- 2019 - Giuseppe Recagno, calciatore e allenatore di calcio italiano (n. 1937)
- 2020 - Hassan Abshir Farah, politico somalo (n. 1945)
- 2020 - Judy Dyble, cantante britannica (n. 1949)
- 2020 - Nino Garau, partigiano e antifascista italiano (n. 1923)
- 2020 - Frank Popper, storico dell'arte ceco (n. 1918)
- 2020 - Kelly Preston, attrice e modella statunitense (n. 1962)
- 2020 - Wim Suurbier, calciatore e allenatore di calcio olandese (n. 1945)
- 2020 - Lajos Szűcs, calciatore ungherese (n. 1943)
- 2021 - Luisa Adorno, scrittrice italiana (n. 1921)
- 2021 - Mick Bates, calciatore inglese (n. 1947)
- 2021 - Edwin Edwards, politico statunitense (n. 1927)
- 2021 - Alfonso Giordano, magistrato, giurista e politico italiano (n. 1928)
- 2021 - Erich Hasenkopf, calciatore austriaco (n. 1935)
- 2021 - Wilson Jones, calciatore spagnolo (n. 1934)
- 2021 - Paul Orndorff, wrestler statunitense (n. 1949)
- 2021 - Baselios Mar Thoma Paulose II, vescovo cristiano orientale indiano (n. 1946)
- 2022 - Tony Binarelli, illusionista e personaggio televisivo italiano (n. 1940)
- 2022 - Francisco Contreras, tennista messicano (n. 1934)
- 2022 - Pamela Eldred, modella statunitense (n. 1948)
- 2022 - Ivo Fürer, vescovo cattolico svizzero (n. 1930)
- 2022 - Mario Liberalato, calciatore italiano (n. 1937)
- 2022 - Noël Van Clooster, ciclista su strada e pistard belga (n. 1943)
- 2023 - Seil'da Bajšakov, calciatore sovietico (n. 1950)
- 2023 - Jill Churchill, scrittrice statunitense (n. 1943)
- 2023 - Sergio Garrone, regista e sceneggiatore italiano (n. 1925)
- 2023 - Mirella Izzo, attivista italiana (n. 1959)
- 2023 - Heide Simonis, politica tedesca (n. 1943)
- 2023 - André Watts, pianista statunitense (n. 1946)
- 2024 - Tonke Dragt, scrittrice e illustratrice olandese (n. 1930)
- 2024 - Alberto Ferrandi, politico italiano (n. 1941)
- 2024 - Noriko Ohara, doppiatrice giapponese (n. 1935)
- 2024 - Gaetano Toscano, politico italiano (n. 1929)
- 2024 - Bill Viola, artista statunitense (n. 1951)
- 2024 - Ruth Westheimer, divulgatrice scientifica, sessuologa e sociologa statunitense (n. 1928)
- 2024 - Evan Wright, giornalista statunitense (n. 1964)
- 2025 - Rudolf van den Berg, regista olandese (n. 1949)
- 2025 - Lucio Russo, fisico, matematico e storico della scienza italiano (n. 1944)
- 2025 - Luis Sharpe, giocatore di football americano cubano (n. 1960)